# Seneferânkhrê Pépi
Seneferânkhrê Pépi III est roi de la Deuxième Période intermédiaire. Il n'est attesté que par un sceau en forme de scarabée portant son nom.

## Position chronologique
D'après Hans Wolfgang Helck, il était le cinquième roi de la XVIe dynastie ou, selon Jürgen von Beckerath, le treizième roi de la dynastie,. 
L'égyptologue Kim Steven Bardrum Ryholt conteste le sceau comme preuve que Seneferânkhrê Pépi était un roi de la XVIe dynastie, en affirmant que le sceau ne date pas de la Deuxième Période intermédiaire : « la taille et la conception (nom de Nesout-bity + nom de Sa-Rê sans cartouche) de ce sceau sont sans précédent pendant la Deuxième Période intermédiaire. Le style des signes est également très différent de celui des sceaux de la Deuxième Période intermédiaire ». Ryholt propose plutôt que le sceau de Seneferânkhrê Pépi soit daté de la Première Période intermédiaire, notant toutefois que c'est une date très précoce pour un sceau scarabée, car sinon les premiers scarabées n'apparaissent qu'avec le règne de Sésostris III dans la seconde moitié de la XIe dynastie.